# Вяхямяки, Каарло
Карл Густаф «Каарло» Вяхямяки (фин. Karl Gustaf "Kaarlo" Vähämäki; 30 мая 1892, Гельсингфорс — 1 января 1984) — финский гимнаст, серебряный призёр летних Олимпийских игр 1912 года в командном первенстве по произвольной системе.